# Carmit Bachar
Carmit Maile Bachar (4 de septiembre de 1974, Los Ángeles, California), conocida simplemente como Carmit, es una cantante y bailarina estadounidense-israelí. También es conocida por ser una de las integrantes de The Pussycat Dolls.

## Biografía
Nació y creció en Los Ángeles, en el seno de una familia de orígenes multirraciales. Su padre es israelí, y su madre es de origen holandés, chino e indonesio. Durante su estancia en el equipo olímpico estadounidense, estudió, en el Hamilton Academy of Music de Los Ángeles, música, danza, piano y viola.
El 8 de marzo de 2008 Carmit Bachar decidió no seguir en The Pussycat Dolls ella dijo "Queridos fans de PCD, yo quería ser la primera en decir que ya no estoy en The Pussycat Dolls, pero siempre seremos hermanas para siempre. ¡Gracias a todos los fans por su dedicación incondicional, amor y apoyo!".
El 18 de marzo de 2010, colaboró con el rapero Detroit Diamond en el lanzamiento de un EP. Aporta sus voces en "Something 'Bout You", así como sus canciones en solitario "Fierce" y "Cream". En ese mismo año, aporta coros en varias canciones de The Sellout, el quinto álbum de Macy Gray.
Está casada con su compañero Kevin Whitaker y dio a luz a una niña llamada Keala Rose el 18 de septiembre de 2011.
Con LadyStation lanzó su canción debut "Body In Motion" en 2011. En julio de 2012, el dúo lanzó un sencillo "Motivation" junto al DJ Paul Thomas.
El 24 de febrero de 2017, lanzó su primer sencillo oficial "It's Time" bajo su nombre artístico "Carmit".

## Curiosidades
- Nació con labio leporino, condición actualmente corregida.[5]
- Apareció en el videoclip del éxito mundial de Beyoncé Knowles, "Crazy In Love". Además aparece en varios videos musicales como bailarina por citar algunos: "Blood on the Dance Floor" de Michael Jackson, "Pretty Fly (For a White Guy)" y "Why Don't You Get A Job?" de The Offspring, "Bathwater" y "Hey Baby" de No Doubt, "Shut Up" de The Black Eyed Peas, entre otros.[6]
- También, ha trabajado con Ricky Martin, en la gira mundial de Livin' la Vida Loca.
- Fue bailarina de Beyoncé durante su gira mundial, siendo así una de las integrantes de Pussycat Dolls con más invitaciones a eventos con artistas de la talla de Janet Jackson, Destiny's Child, TLC, y Black Eyed Peas.[1]
- Aparece en la película Los Angeles de Charlie 2: Al límite en el club de caballeros del muelle.

## Discografía

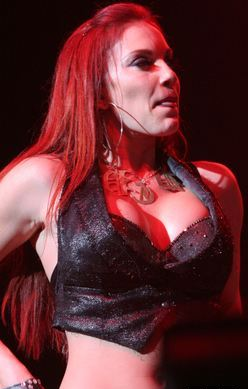
Carmit Bachar en una actuación de baile en el Tacoma Dome.

### The Pussycat Dolls
- 2005: PCD

### Extended plays
- 2010: Detroit Diamond Feat. Carmit
- 2015: Voices (con LadyStation)

### Sencillos
- 2010: "Keep On Smiling"
- 2017: "It's Time"
- 2018: "How Far"
- 2021: "Questions"

Sencillos promocionales
- 2010: "Keep On Smiling" (con Open Artist Movement)
- 2011: "Body in Motion" (con LadyStation)
- 2012: "Loud" (con LadyStation)

Colaboraciones
- 2008: "Lo-Down" (Storm Lee con Carmit)
- 2010: "Something 'bout You" (Detroit Diamond con Carmit)
- 2012: "Motivation" (Paul Thomas con LadyStation)

### Apariciones en videos musicales para otros artistas
| Año  | Canción                        | Artista                    | Rol              |
| ---- | ------------------------------ | -------------------------- | ---------------- |
| 1997 | "Blood on the Dance Floor"     | Michael Jackson            | bailarina        |
| 1998 | "Too Close"                    | Next                       | bailarina        |
| 1998 | "One Week"                     | Barenaked Ladies           | bailarina/ángel  |
| 1998 | "Pretty Fly (For a White Guy)" | The Offspring              | bailarina        |
| 1999 | "Why Don't You Get a Job?      | The Offspring              | esposa estresada |
| 1999 | "Take Me There"                | Mýa con Blackstreet & Mase | bailarina        |
| 1999 | "You Need a Man                | Shanice                    | bailarina        |
| 1999 | "Every Morning"                | Sugar Ray                  | bailarina        |
| 1999 | "All n My Grill"               | Missy Elliott              | bailarina        |
| 2000 | "You're an Ocean"              | Fastball                   | bailarina        |
| 2000 | "Bathwater"                    | No Doubt                   | bailarina        |
| 2001 | "Perfect Gentleman"            | Wyclef Jean                | bailarina        |
| 2001 | "Ain't It Funny"               | Jennifer Lopez             | bailarina gitana |
| 2001 | "Rock the Boat"                | Aaliyah                    | bailarina        |
| 2001 | "Sexual Revolution"            | Macy Gray                  | bailarina        |
| 2002 | "Hey Baby"                     | No Doubt                   | bailarina        |
| 2003 | "Crazy In Love"                | Beyoncé con Jay-Z          | bailarina        |
| 2003 | "Baby Boy"                     | Beyoncé con Sean Paul      | bailarina        |
| 2003 | "Shut Up"                      | The Black Eyed Peas        | bailarina        |
| 2006 | "Friend"                       | Scarlett                   | como ella misma  |
| 2009 | "Snap, Crackle, Pop"           | Chonique Sneed             | como ella misma  |
| 2010 | "Nancy Lee"                    | Vintage Trouble            | como ella misma  |